# Leichtathletik-Europameisterschaften 1994/4 × 100 m der Männer

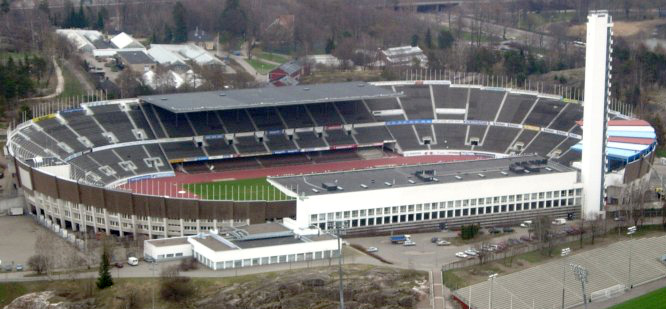
Das Olympiastadion von Helsinki im Jahr 2005

Die 4-mal-100-Meter-Staffel der Männer bei den Leichtathletik-Europameisterschaften 1994 wurde am 13. August 1994 im Olympiastadion der finnischen Hauptstadt Helsinki ausgetragen.
Europameister wurde Frankreich in der Besetzung Hermann Lomba, Éric Perrot. Jean-Charles Trouabal und Daniel Sangouma.
Den zweiten Platz belegte die Ukraine mit Serhij Ossowytsch, Oleh Kramarenko, Dmytro Wanjajikin  und Wladyslaw Dolohodin.
Bronze ging an Italien (Ezio Madonia, Domenico Nettis, Giorgio Marras, Sandro Floris).

## Bestehende Rekorde
| Weltrekord           | 37,40 s | USA (Jon Drummond, Andre Cason, Dennis Mitchell, Leroy Burrell)                      | WM Stuttgart, BR Deutschland | 22. August 1993 |
| Europarekord         | 37,77 s | Großbritannien (Colin Jackson, Tony Jarrett, John Regis, Linford Christie)           | WM Stuttgart, BR Deutschland | 22. August 1993 |
| Meisterschaftsrekord | 37,79 s | Frankreich (Max Morinière, Daniel Sangouma, Jean-Charles Trouabal, Bruno Marie-Rose) | EM Split, Jugoslawien        | 31. August 1990 |

Der bestehende EM-Rekord wurde bei diesen Europameisterschaften nicht erreicht. Die schnellste Zeit erzielte Europameister Frankreich mit 38,57 s, womit das Quartett 78 Hundertstelsekunden über dem Rekord blieb. Zum Europarekord fehlten achtzig Hundertstelsekunden, zum Weltrekord 1,17 s.

## Legende
Kurze Übersicht zur Bedeutung der Symbolik – so üblicherweise auch in sonstigen Veröffentlichungen verwendet:
| DNF | Wettkampf nicht beendet (did not finish) |
| DSQ | disqualifiziert                          |

## Vorrunde
13. August 1994
Die Vorrunde wurde in zwei Läufen durchgeführt. Die ersten drei Staffeln pro Lauf – hellblau unterlegt – sowie die darüber hinaus zwei zeitschnellsten Teams – hellgrün unterlegt – qualifizierten sich für das Finale.

### Vorlauf 1
| Platz | Staffel        | Besetzung                                                                      | Zeit (s) |
| ----- | -------------- | ------------------------------------------------------------------------------ | -------- |
| 1     | Ukraine        | Serhij Ossowytsch Oleh Kramarenko Dmytro Wanjajikin Wladyslaw Dolohodin        | 39,04    |
| 2     | Italien        | Ezio Madonia Domenico Nettis Giorgio Marras Sandro Floris                      | 39,22    |
| 3     | Russland       | Andrei Fedoriw Alex Porkhomowski Andrei Grigorjew Wiktor Maltschugin (Vorlauf) | 39,49    |
| 4     | Norwegen       | Erlend Sæterstøl Per Ivar Sivle Geir Moen Gaute Gundersen                      | 39,80    |
| DNF   | Großbritannien | Jason John Tony Jarrett Darren Braithwaite Linford Christie                    |          |

### Vorlauf 2
| Platz | Staffel      | Besetzung                                                                            | Zeit (s) |
| ----- | ------------ | ------------------------------------------------------------------------------------ | -------- |
| 1     | Frankreich   | Hermann Lomba Éric Perrot Jean-Charles Trouabal Daniel Sangouma                      | 38,77    |
| 2     | Griechenland | Aléxandros Yenovélis Georgios Panagiotopoulos Alexios Alexopoulos Alexandros Terzian | 39,34    |
| 3     | Deutschland  | Holger Blume Steffen Görmer Michael Huke Marc Blume                                  | 39,35    |
| 4     | Schweden     | Peter Karlsson Matias Ghansah Torbjörn Eriksson Thomas Leandersson (Vorlauf)         | 39,47    |
| 5     | Finnland     | Lasse Juusela Tero Ridanpää Ari Pakarinen Pertti Purola                              | 39,59    |
| 6     | Spanien      | Luis Turón Frutos Feo Juan Jesús Trapero Pedro Pablo Nolet                           | 40,01    |

## Finale
13. August 1994, 17:35 Uhr
| Platz | Staffel      | Besetzung | Zeit (s) |
| ----- | ------------ | --- | -------- |
| 1     | Frankreich   | Hermann Lomba Éric Perrot Jean-Charles Trouabal Daniel Sangouma                                               | 38,57    |
| 2     | Ukraine      | Serhij Ossowytsch Oleh Kramarenko Dmytro Wanjajikin Wladyslaw Dolohodin                                       | 38,98    |
| 3     | Italien      | Ezio Madonia Domenico Nettis Giorgio Marras Sandro Floris                                                     | 38,99    |
| 4     | Schweden     | Peter Karlsson Matias Ghansah Lars Hedner (Finale) Torbjörn Eriksson im Vorlauf außerdem: Thomas Leandersson  | 39,05    |
| 5     | Griechenland | Aléxandros Yenovélis Georgios Panagiotopoulos Alexios Alexopoulos Alexandros Terzian                          | 39,25    |
| 6     | Deutschland  | Holger Blume Steffen Görmer Michael Huke Marc Blume                                                           | 39,36    |
| 7     | Finnland     | Lasse Juusela Tero Ridanpää Ari Pakarinen Pertti Purola                                                       | 39,80    |
| DSQ   | Russland     | Andrei Fedoriw Alex Porkhomowski Oleg Fatun (Finale) Andrei Grigorjew im Vorlauf außerdem: Wiktor Maltschugin |          |

## Videolink
- 5090 European Track & Field 4x100m Men, www.youtube.com, abgerufen am 1. Januar 2023